# James Burchill Richardson

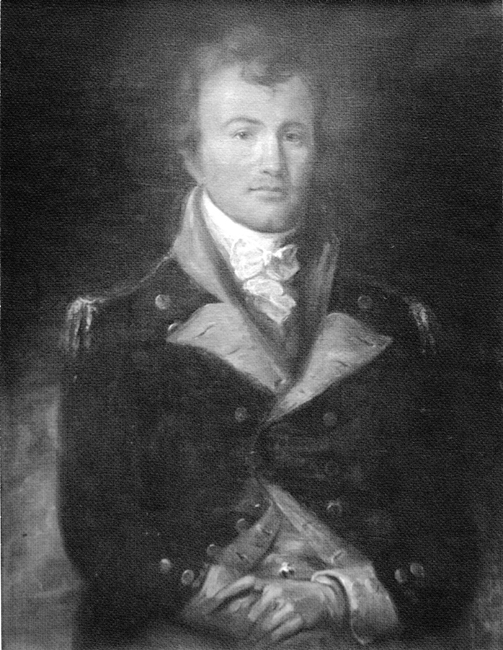
James Burchill Richardson

James Burchill Richardson (* 28. Oktober 1770 im Clarendon County Province of South Carolina; † 28. April 1836 ebenda) war ein amerikanischer Politiker und von 1802 bis 1804 Gouverneur von South Carolina.

## Frühe Jahre und Gouverneur von South Carolina
James Richardson erhielt seine schulische Ausbildung an den örtlichen Schulen seiner Heimat. Anschließend arbeitete er auf seiner großen Plantage als Pflanzer. Richardsons politische Laufbahn begann im Jahr 1792. In diesem Jahr wurde er in das Abgeordnetenhaus von South Carolina gewählt. Dieses Mandat behielt er bis zum Jahr 1802. In diesem Jahr wurde er als Mitglied der Demokratisch-Republikanischen Partei von Thomas Jefferson zum Gouverneur seines Landes gewählt. Der neue Gouverneur trat sein Amt am 1. Dezember 1802 an. In seiner zweijährigen Amtszeit wurde der Sklavenhandel in South Carolina weiter ausgeweitet. In direktem Zusammenhang mit der Sklaverei steht der wirtschaftliche Aufschwung jener Jahre, bei dem die Baumwolle zum führenden Exportgut von South Carolina wurde. Richardson, der selbst Besitzer einer großen Plantage war, unterstützte natürlich diese Entwicklung. Ansonsten verlief seine Amtszeit ohne besondere Vorkommnisse. Die damalige Verfassung verbot eine direkte Wiederwahl und daher durfte er 1804 nicht wiedergewählt werden.

## Weiterer Lebensweg
Nach dem Ende seiner Amtszeit am 1. Dezember 1804 war er bis 1806 wieder Abgeordneter im Landesparlament. Zwischen 1806 und 1814 war er im Senat seines Landes und schließlich kehrte er noch einmal von 1816 bis 1818 in das Abgeordnetenhaus von South Carolina zurück. Im Jahr 1812 war er zusätzlich noch Präsident der Bank of South Carolina. Außerdem war er Kurator einiger Bildungsanstalten seines Landes. Den Rest seines Lebens verbrachte er auf seiner Plantage. Richardson hat eine bemerkenswert große politische Verwandtschaft. Er war der Onkel bzw. Großonkel von insgesamt fünf Gouverneuren von South Carolina, die entweder Richardson oder Manning hießen. Er selbst war mit Ann Cantey Sinkler verheiratet.